# Sacrifício (xadrez)
Sacrifício, no enxadrismo, é a entrega de peças e/ou peões para se obter um determinado resultado no transcorrer de uma partida de xadrez. Qualquer peça exceto o Rei (xadrez) pode ser sacrificada. Uma vez que os jogadores normalmente tentam manter suas próprias peças, a oferta de um sacrifício pode ser uma desagradável surpresa para um oponente, por fazer perder tempo em analisar a jogada e calcular se o sacrifício é razoável ou não antes de aceitá-lo. O sacrifício da Dama (a peça mais valiosa), ou um conjunto de peças, são os mais valorizados em competições de problemas de xadrez.